# Cantonul Lesneven
Cantonul Lesneven este un canton din arondismentul Brest, departamentul Finistère, regiunea Bretania, Franța.

## Comune
- Brignogan-Plage
- Le Folgoët
- Goulven
- Kerlouan
- Kernouës
- Lesneven (reședință)
- Ploudaniel
- Plouider
- Plounéour-Trez
- Saint-Frégant
- Saint-Méen
- Trégarantec